# Louisville Waterworks

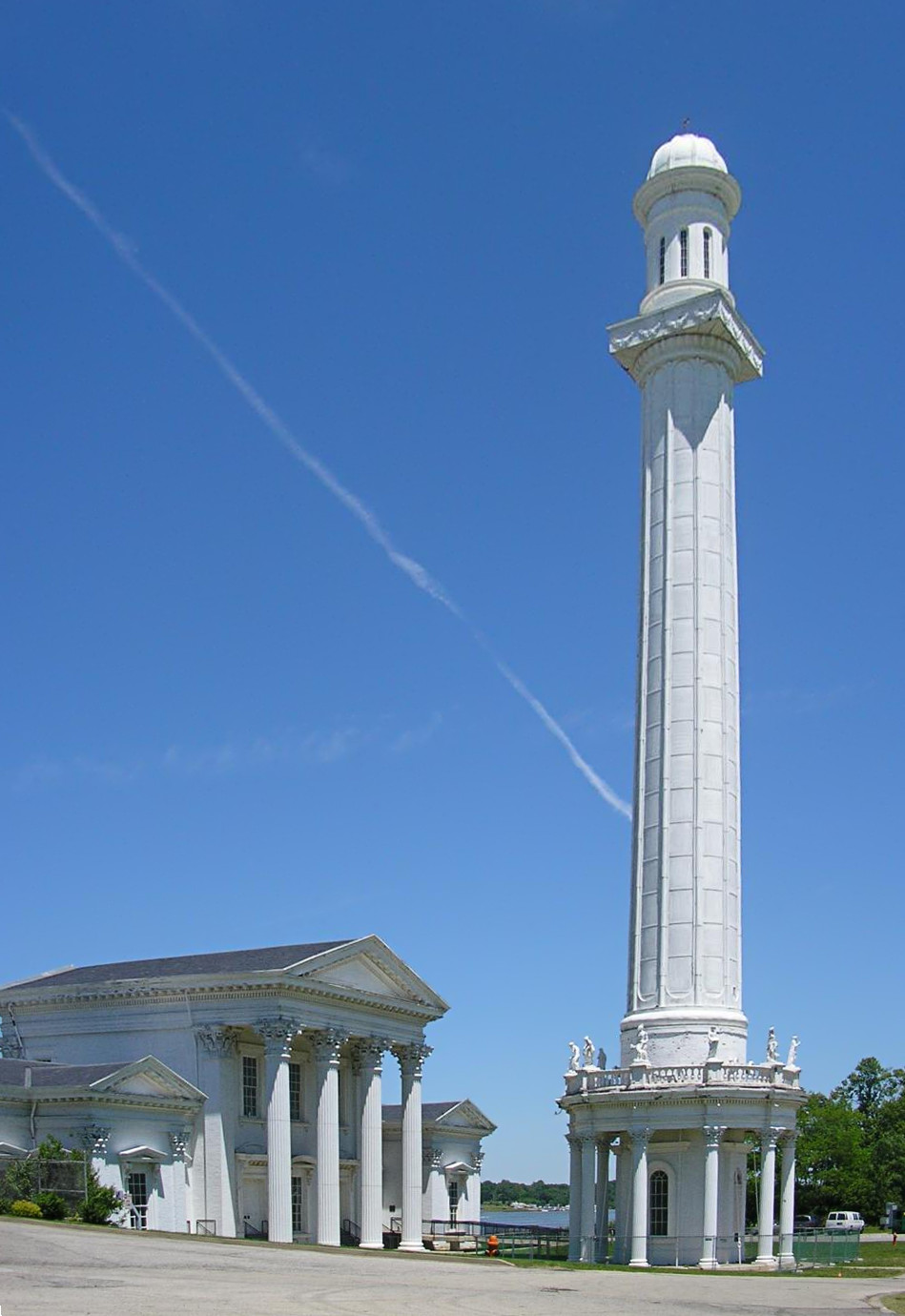
Wasserturm und Pumpenhaus des Wasserwerks von 1860

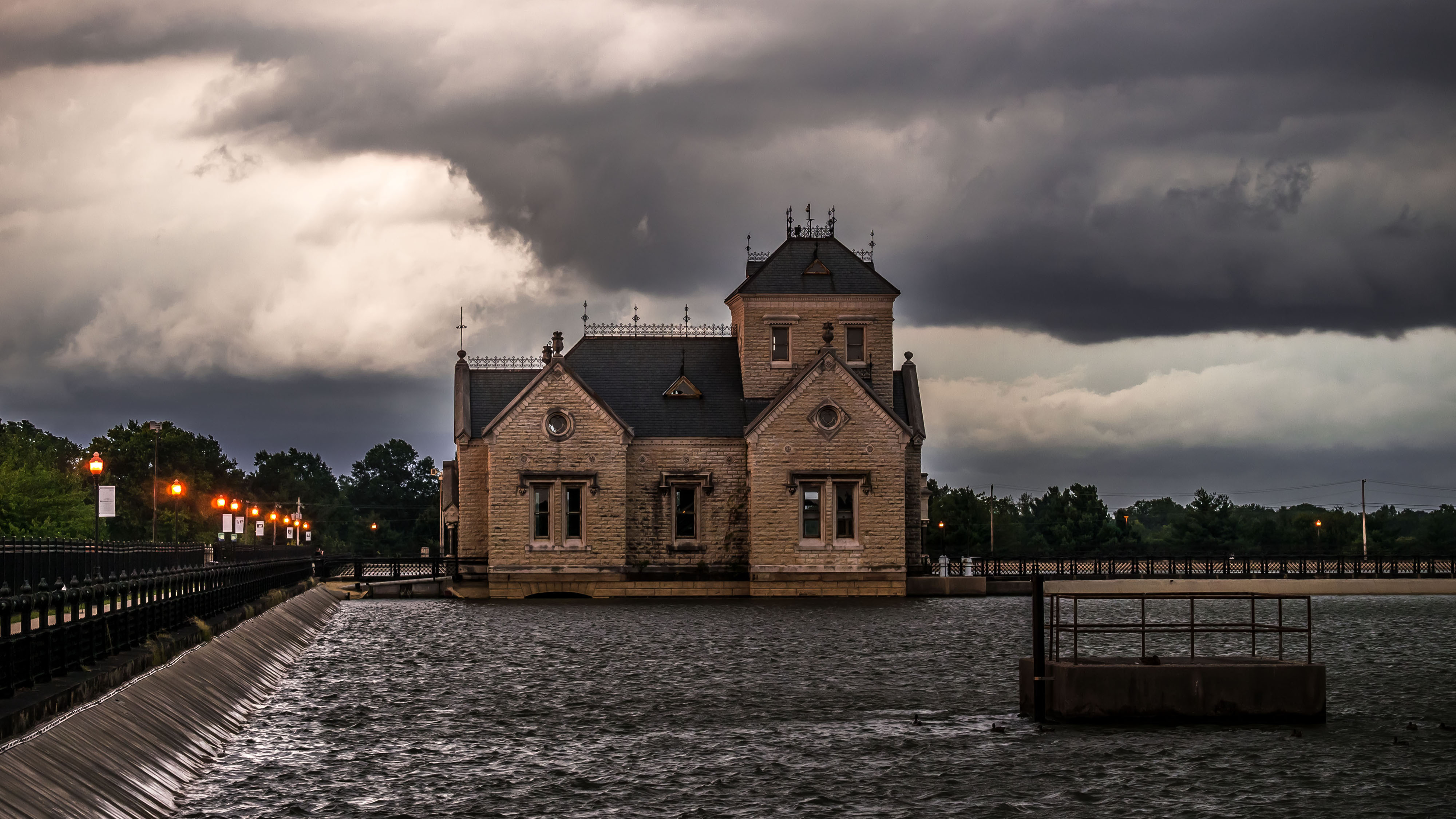
Gatehouse des Crescent Hill Reservoirs

Die Louisville Waterworks sind die Wasserwerke von Louisville (Kentucky) in den Vereinigten Staaten. Die ersten Anlagen für die Wasserversorgung wurde 1860 gebaut und steht wegen ihrer architektonischen Gestaltung im neoklassizistischem Stil unter Denkmalschutz.⊙ Weiter sind die Louisville Waterworks auf der Liste der Industriedenkmäler aufgeführt, weil sie erstmals schnell durchflossene Sandfilter zur Trinkwasseraufbereitung einer ganzen Stadt nutzten.

## Geschichte
Die Louisville Water Company wurde 1854 als erstes öffentliches Wasserversorgungsunternehmen in Kentucky gegründet. Sie errichtete am Ufer des Ohio River ein Wasserwerk, das 1860 den Betrieb aufnahm. Das Wasser wurde mit zwei großen Balancier-Dampfmaschinen in ein heute Reservoir gepumpt, das heute nicht mehr existiert. Von dort wurde es in das 42 km lange Trinkwassernetz geleitet, an das 512 Abnehmer angeschlossen waren. Die Anlage wurde durch einen 185 Fuß (ca. 56 m) hohen Wasserturm ergänzt, der die Funktion eines Windkessels für die Pumpenanlage übernahm. Der Wasserturm ist in Form einer römischen Siegessäule gestaltet, das Pumpenhaus als zweigeschossiger Tempel, in dem die beiden Dampfmaschinen untergebracht waren. In den seitlich angebauten Flügeln waren die Kesselanlagen für die Dampferzeugung untergebracht. Das Reservoir⊙ ist nicht mehr vorhanden, es befand sich am Rande des Parkplatzes des heutigen VA Hospital. Die anderen Anlagen sind im National Register of Historic Places aufgeführt.  
1879 wurde das Cresent Hill Reservoir⊙ in Betrieb genommen, das nicht nur als Wasserspeicher, sondern auch als Absetzbecken für Schlamm und Sand diente. Das Gebäude, in dem sich die Klappen zur Regulierung des Wasserflusses befanden, das sogenannte Gatehouse, wurde im neugotischen Stil nach dem Vorbild eines Gebäudes am Rhein errichtet, das Charles Hermany, der damalige Chefingenieur des Wasserwerks, auf einer Reise nach Deutschland gesehen hatte. In den 1880er Jahren begann Hermany mit Sandfiltern für die Trinkwasseraufbereitung zu experimentieren, zunächst ohne Erfolg. Die Filter neigten bei geringer Fließgeschwindigkeit zum Verstopfen und hatten eine zu geringe Durchflussmenge. Erst Versuche mit höherer Fließgeschwindigkeit, die George W. Fuller im Auftrag des Wasserwerks durchführte, brachten den gewünschten Erfolg.  
Hermany nutzte die gewonnenen Erkenntnisse für den Bau der Crescent Hill Filtration Plant⊙, die 1908 in Betrieb ging. Sie verfügte über ein Filtersystem, bei dem das Wasser schnell durch eine Sandschicht floss, die Feststoffe und Verunreinigungen entfernte. Auf diese Weise konnten alle Sedimente und 99 % der Bakterien aus dem Wasser entfernt werden. Der Bau der Anlage kostete 1.889.000 US-Dollar. Ironischerweise erlebte Hermany die Fertigstellung seines Werks nicht mehr, da er an dem Tag, an dem die ersten Tests in der Anlage durchgeführt werden sollten, an einer Lungenentzündung starb.
1910 wurde das Filtersystem durch eine Anlage ergänzt, die dem Wasser vor der Filtration Alaune als Flockungsmittel zusetzt und so die Abtrennung der Verunreinigungen erleichterte.
Das gereinigte Wasser wird in ein überdachtes Betonreservoir geleitet, das einen quadratischen Grundriss mit einer Seitenlänge von 120 m und eine Tiefe von 7 m hat. Die Decke des Reservoirs wird von einem Kreuzgewölbe getragen, das auf massiven Betonsäulen mit einem Durchmesser von einem Meter ruht, die im Abstand von sieben Metern angeordnet sind. Das Reservoir fasst 76.000 Kubikmeter Wasser.
Im Jahr 1912 wurde die Wasserqualität weiter verbessert, indem das Cresent Hill Reservoir mit Beton ausgekleidet wurde, um die Verluste durch Leckage zu verringern und die Reinigung zu erleichtern. Außerdem wurde ein neues Einlaufbauwerk für die Pumpen errichtet und die Balancier-Dampfmaschinen von 1860 durch eine von einer Dampfturbine angetriebene Kreiselpumpe ersetzt.
Seit 1914 wird dem Trinkwasser Chlor als Desinfektionsmittel zugesetzt, seit 1957 wurde in den Sand- und Kiesfiltern zusätzlich Anthrazitkohle verwendet, die Feststoffe besser zurückhält als Sand.
Im Jahre 2010 konnte die Wasserversorgung das Riverbank Filtration Project in Betrieb nehmen, das einen 2,4 km langen Tunnel nutzt, der 45 m unter der Erdoberfläche parallel zum Ohio River im Fels verläuft. Vier Quellfassungen leiten das Grundwasser des Flusses in den Tunnel, von wo aus es über eine Pumpe der Aufbereitungsanlage zugeführt wird. Das Projekt liefert bis zu 264.000 Kubikmeter Wasser pro Tag, das bereits auf natürliche Weise vorgefiltert ist und daher mit weniger Aufwand aufbereitet werden muss. Außerdem hat das Wasser aus der Riverbank Filtration den Vorteil, dass es eine konstante eine Temperatur von 13 °C hat, was zu weniger Rohrbrüchen im Verteilnetz führt.
2021 lieferten die Louisville Waterworks durchschnittlich 450.000 Kubikmeter Trinkwasser an fast eine Million Einwohner im Großraum Louisville. Das Verteilnetz hat eine Länge von 6875 km.